# Жмурки (картина Гойи)
«Жмурки» (исп. La gallina ciega) — один из картонов для шпалер в стиле рококо, написанных испанским художником Франсиско Гойей для гобелена в спальне инфантов в королевском дворце Эль-Пардо.

## Описание
На картине изображены молодые люди, играющие в популярную игру «la gallina ciega» (жмурки): стоящий в центре круга с завязанными глазами пытается дотронуться длинной ложкой до кого-нибудь из водящих хоровод вокруг него.
Молодежь изображена в одежде скромных классов испанского общества, которую аристократы, как те, что на этой картине, любили носить. Некоторые из них носят бархатные куртки и головные уборы с перьями, следуя моде высших классов Франции.
Картина является ярким представителем стиля рококо и его характерных стилистических черт: живость, непосредственность, любопытство, хроматизм, светящийся пейзажный фон и отражение очаровательного момента наслаждения жизнью.